# Малий Влахернський палац

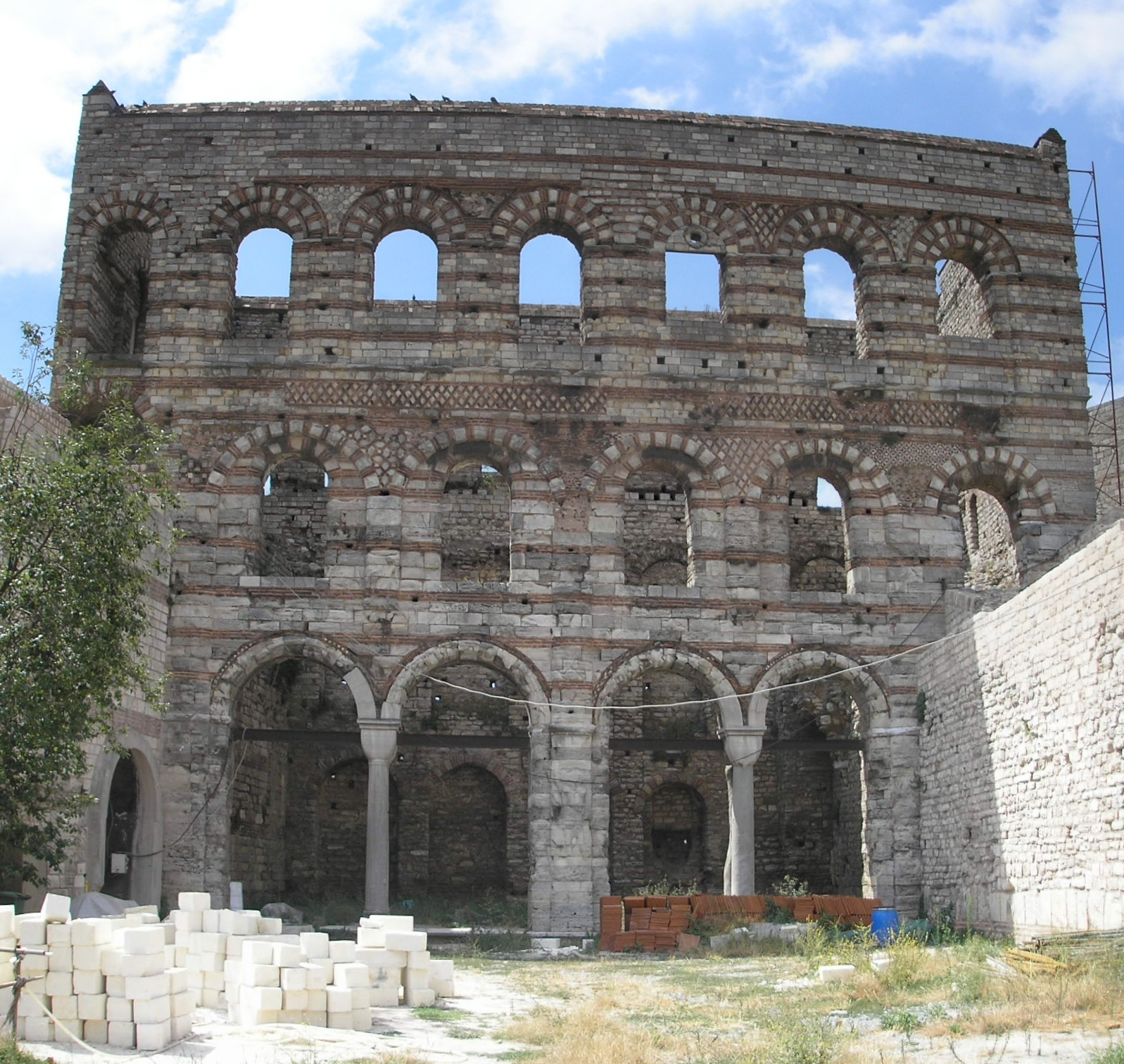
Руїни Нового палацу у Влахернах

Новий або Малий Влахернський палац — зруйнований триповерховий палац, побудований у Влахернах на початку правління Палеологів. Імовірно, ототожнюється зі згадуваним у візантійських джерелах «палацом Багрянородного». Найповніше уявлення про його зовнішній вигляд дають замальовки Текс'є і Зальценберга, виконані в середині XIX століття.

## Опис
Триповерховий корпус набагато ширшого палацового комплексу у Влахернах побудований на тому місці, де Феодосієві стіни змикаються зі стінами власне Влахерн. Нижній ярус з чотирма арками підтримував другий поверх з п'ятьма великими вікнами та довгим балконом зі східного боку. Весь верхній поверх, ймовірно, займав  двосвітний тронний зал. Декоративний ефект заснований на улюбленому Палеологами поєднанні цегляної кладки з кахельними та біломармуровими вкрапленнями.
У 1453 турки увірвалися в місто через  ворота Цирку, які безпосередньо примикають до палацу.
У XVI столітті в Текфур-сараї, як його прозвали турки (спотворене від вірменського тагавор — «цар», «імператор»), містився звіринець султана, потім —  дім розпусти й  єврейська богодільня.
У XVIII столітті тут були майстерні з виробництва кахлів на зразок ізницьких.
На початку XX століття на території палацу намагалися налагодити виробництво скляної тари.
Незважаючи на відсутність міжповерхових перекриттів і даху, Малий палац зберігся краще за інші константинопольські палаци і тому дає найповніше уявлення про світську архітектуру пізньовізантійського періоду.
На початку XXI століття через підвищеного зацікавленості до палацу туристів була зроблена спроба його реставрації з використанням сучасних матеріалів. Станом на березень 2015 палац має дах і засклені вікна.

## Галерея

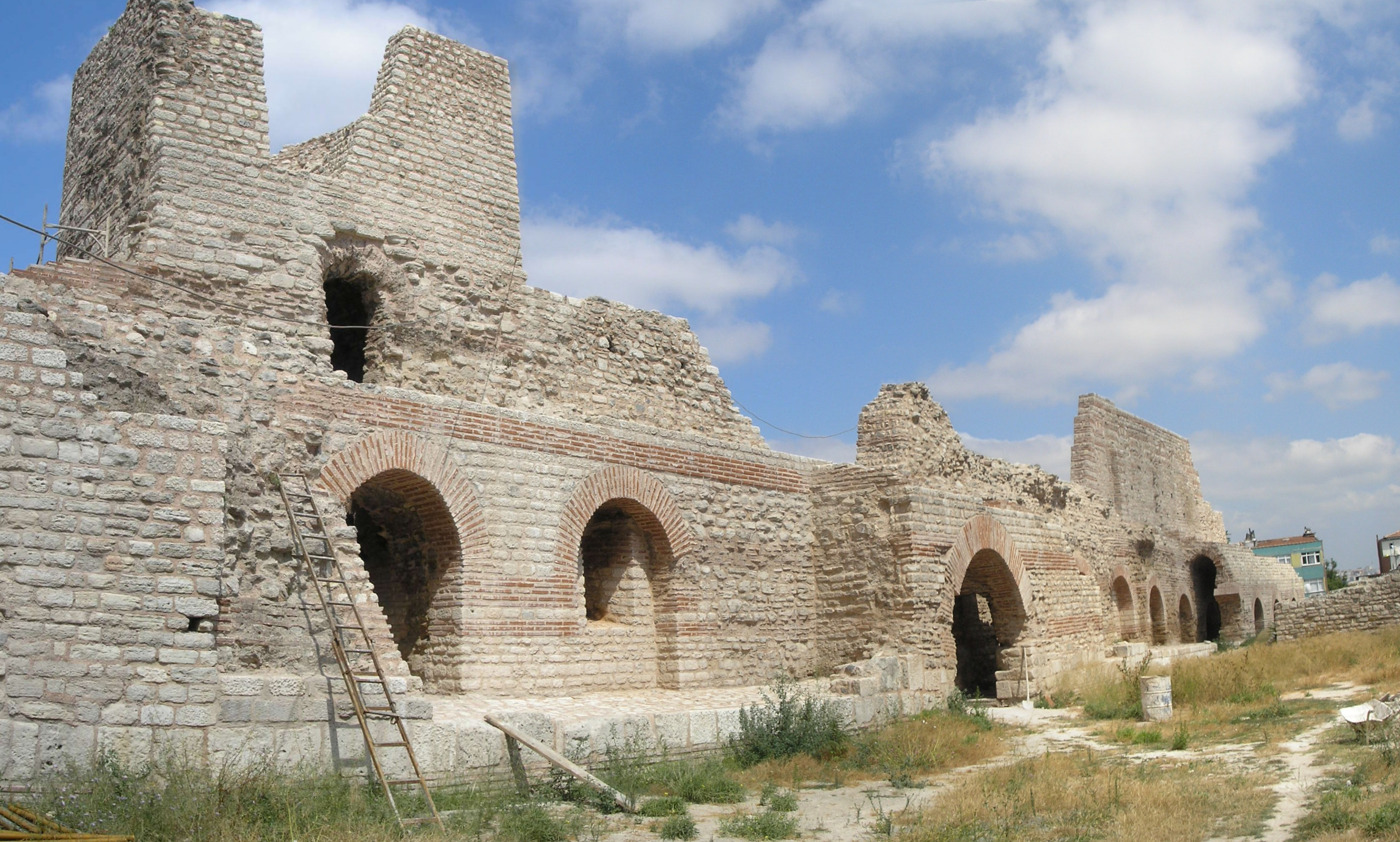
Стіни, які видно з внутрішнього двору
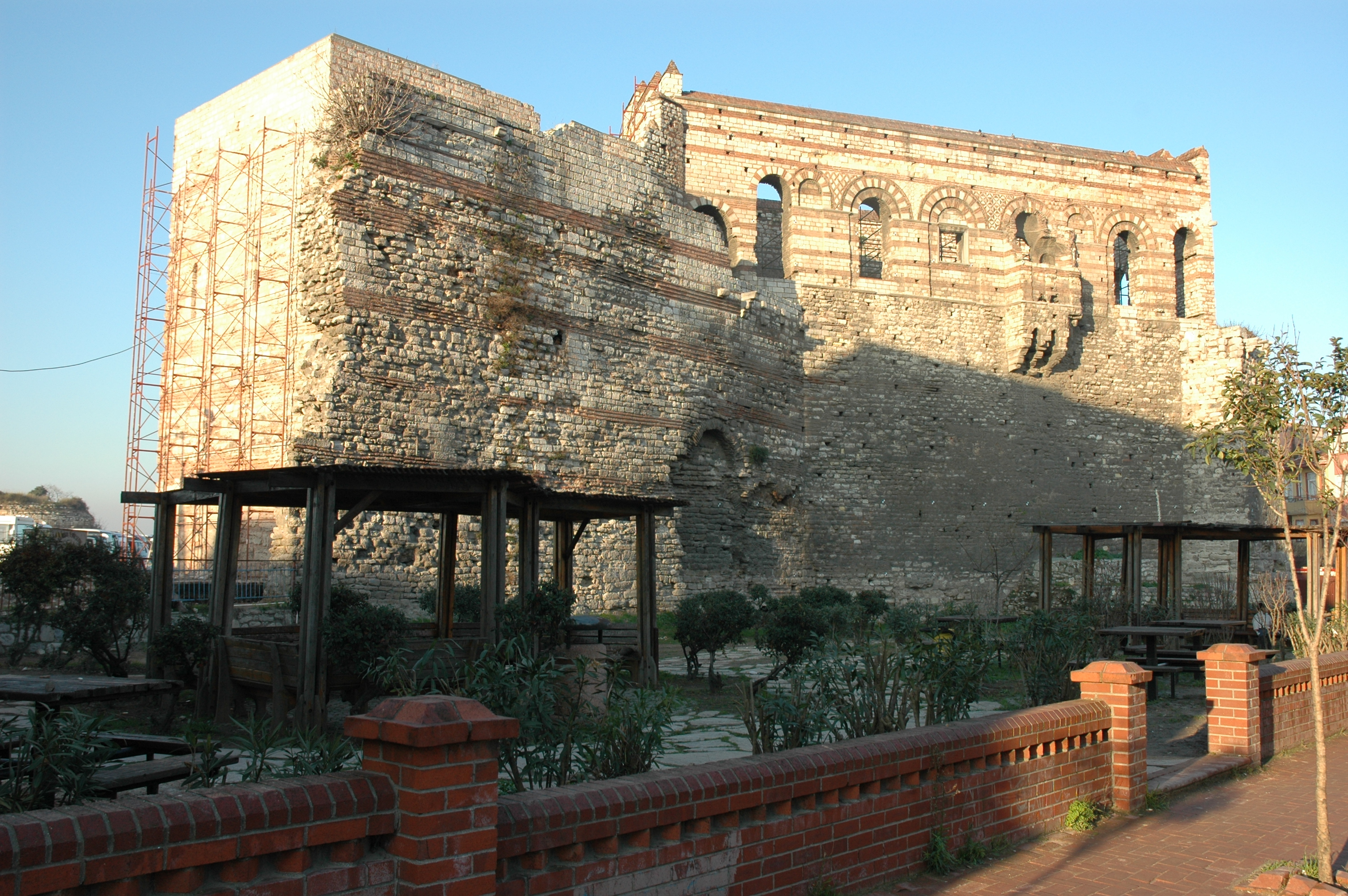
Залишки каплиці (південна стіна)
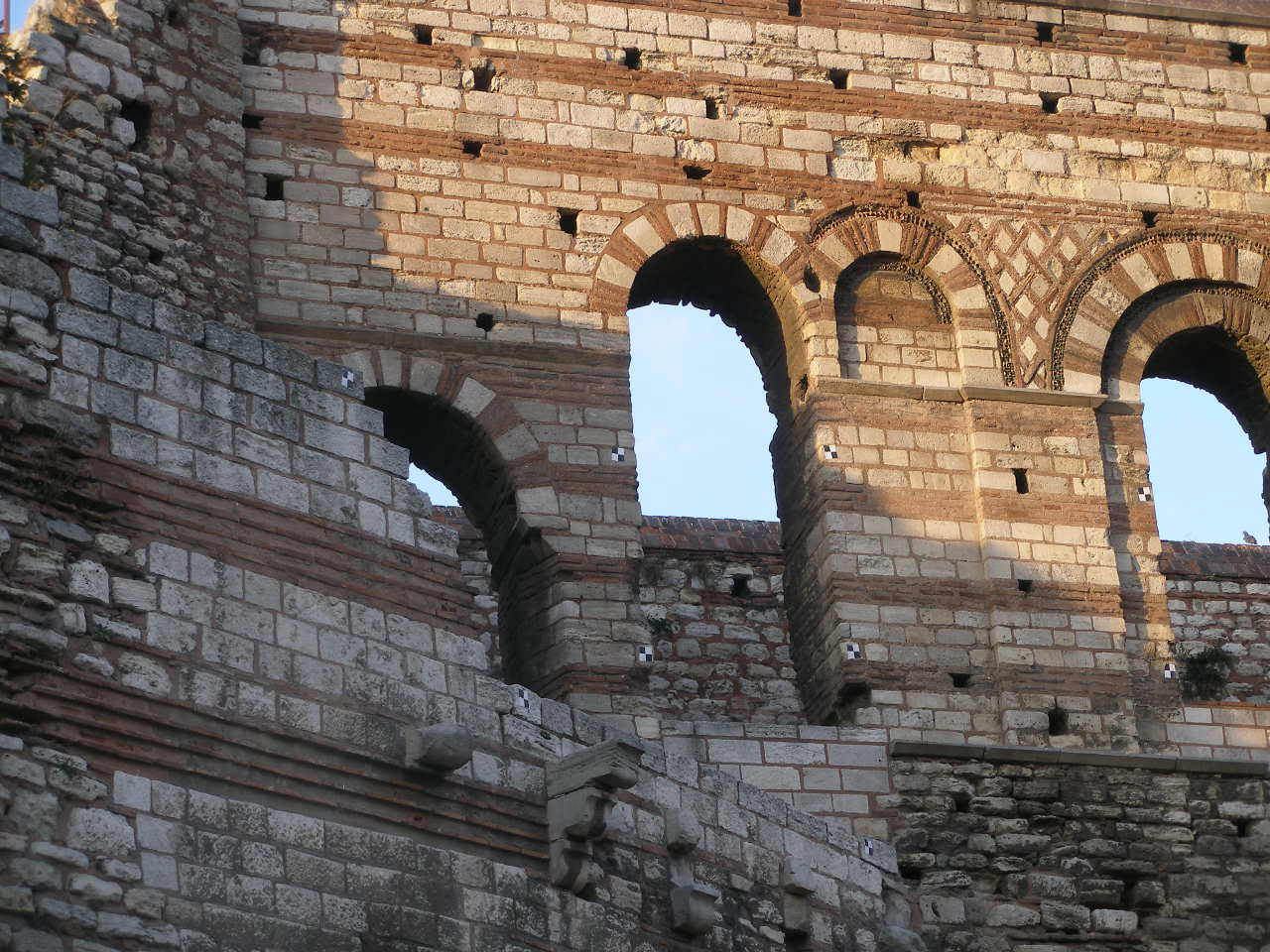
Деталі мармурової обробки (північна стіна)
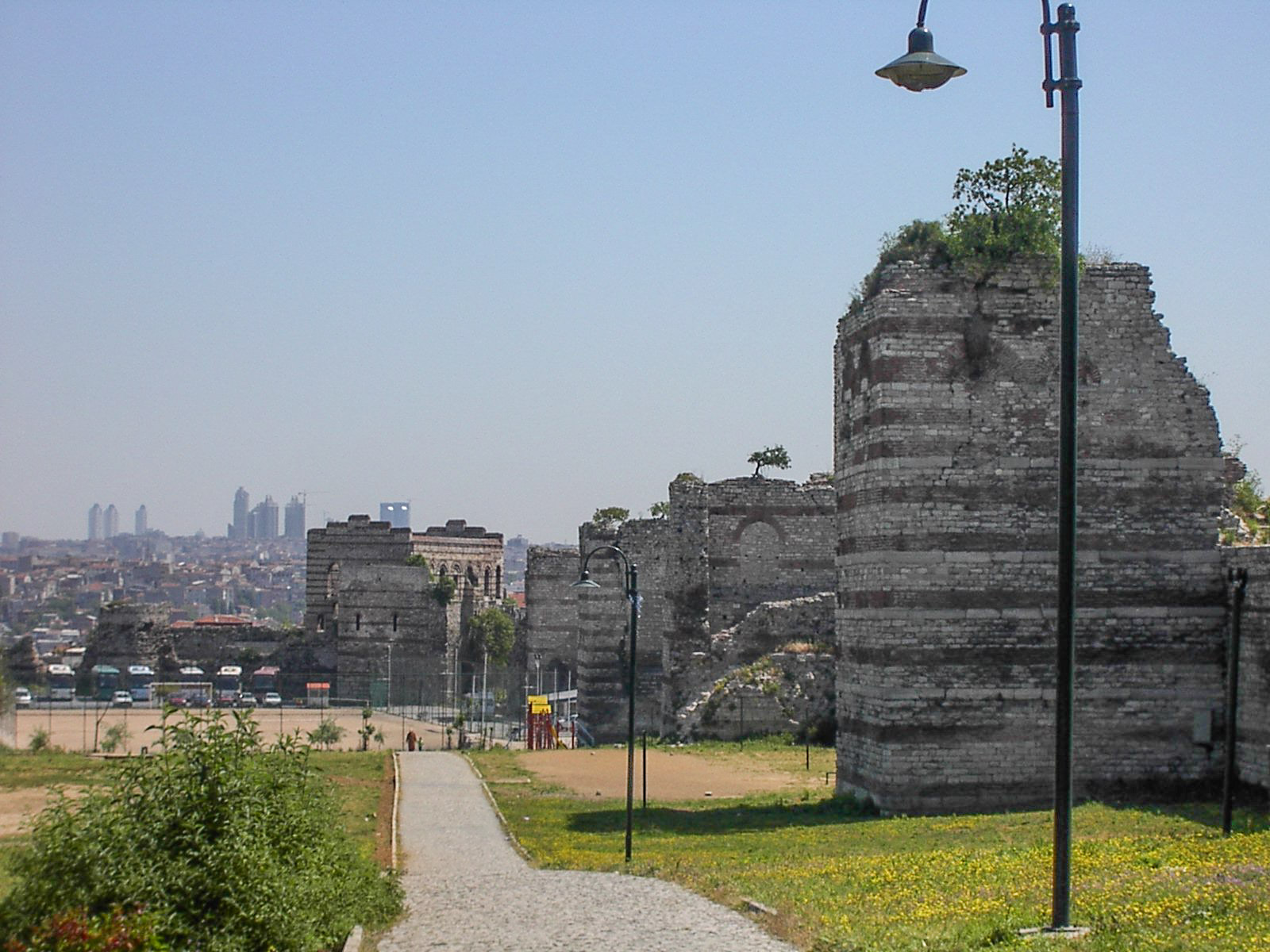
Малий Влахернський палац, видимий ззаду зі Стінами Феодосія попереду

## Джерело
- The Oxford Dictionary of Byzantium  (під ред.  А. П. Каждана). Oxford University Press, 1991. Стор. 293.